# Vulkachel
Een vulkachel (in Vlaanderen ook continu genaamd) is een kolenkachel die gedurende langere tijd kan branden zonder bij te vullen.
Dit type kachel kwam tegen het einde van de 19e eeuw in zwang. De eerste van dergelijke kachels kwamen uit de Verenigde Staten en men sprak dan ook wel van Amerikaanse kachels. De kachels konden een grote voorraad brandstof, meestal antraciet, of een mengsel van antraciet en cokes bevatten. De brandstof kwam slechts geleidelijk in de vuurhaard terecht. Aldus kon de kachel enkele dagen tot wel een week branden zonder bij te vullen, hetgeen het bedieningsgemak zeer ten goede kwam.